# Willibrorduskapel (Den Haag)

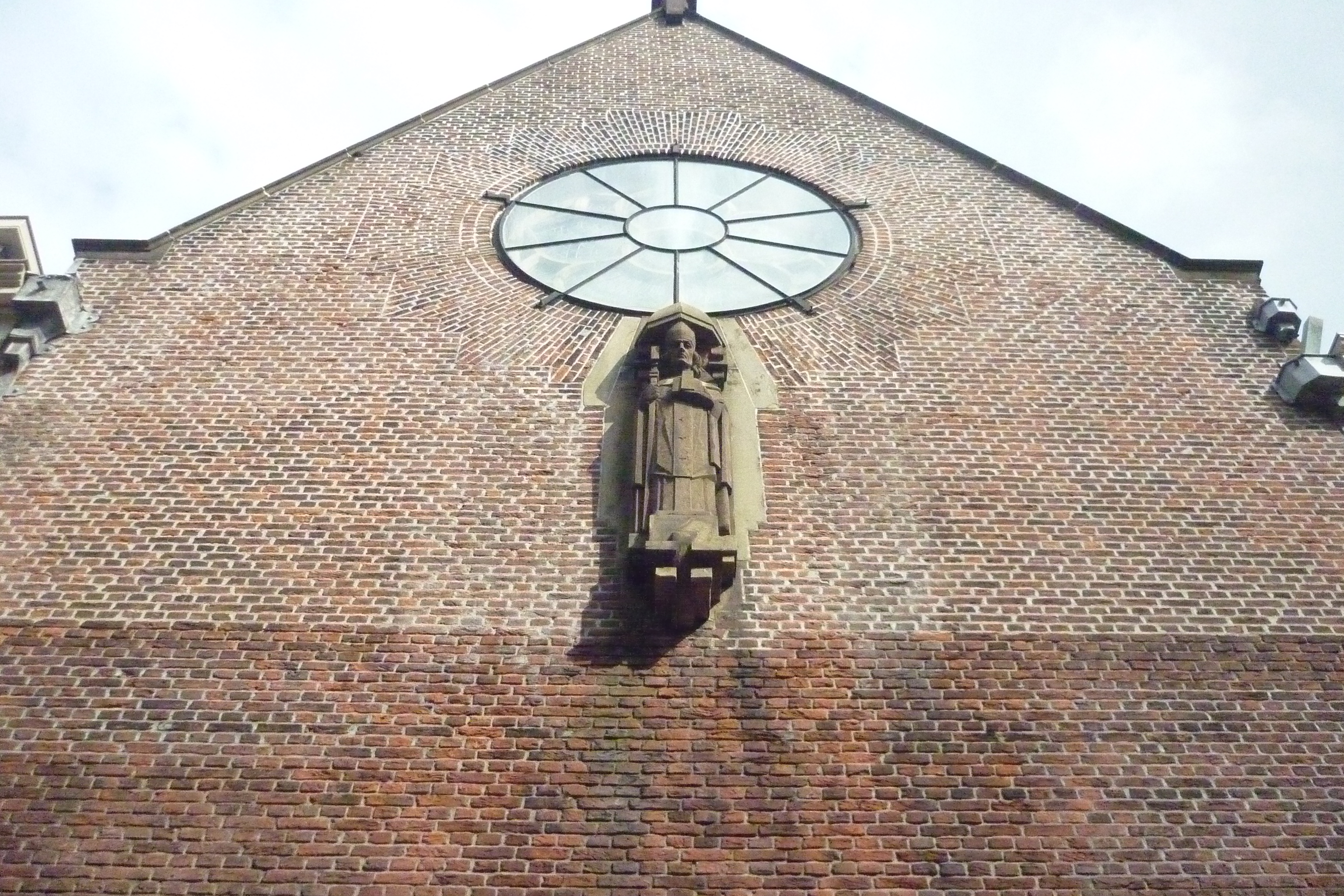
Willibrord aan de voorgevel

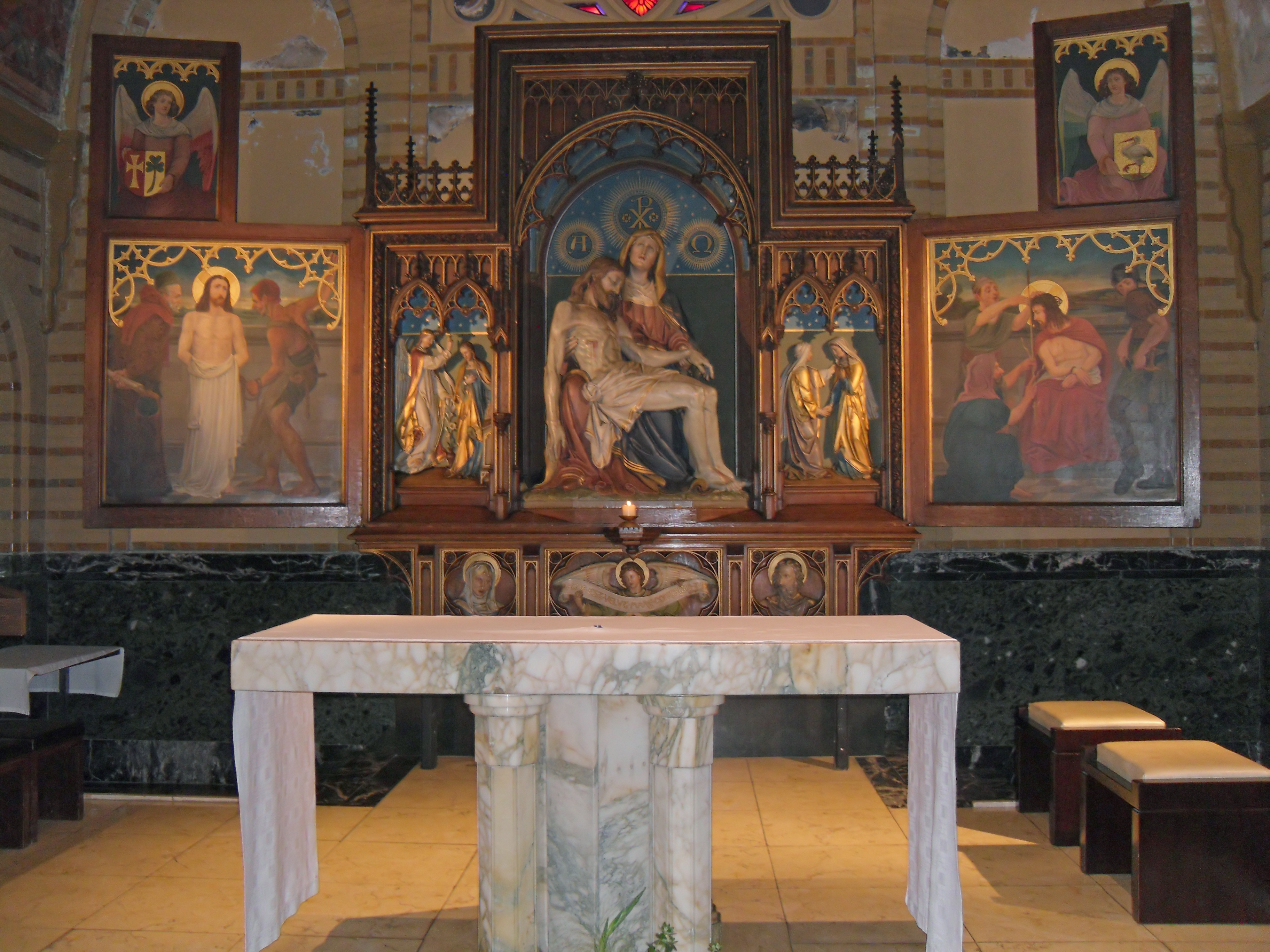
Altaar van de Willibrorduskapel

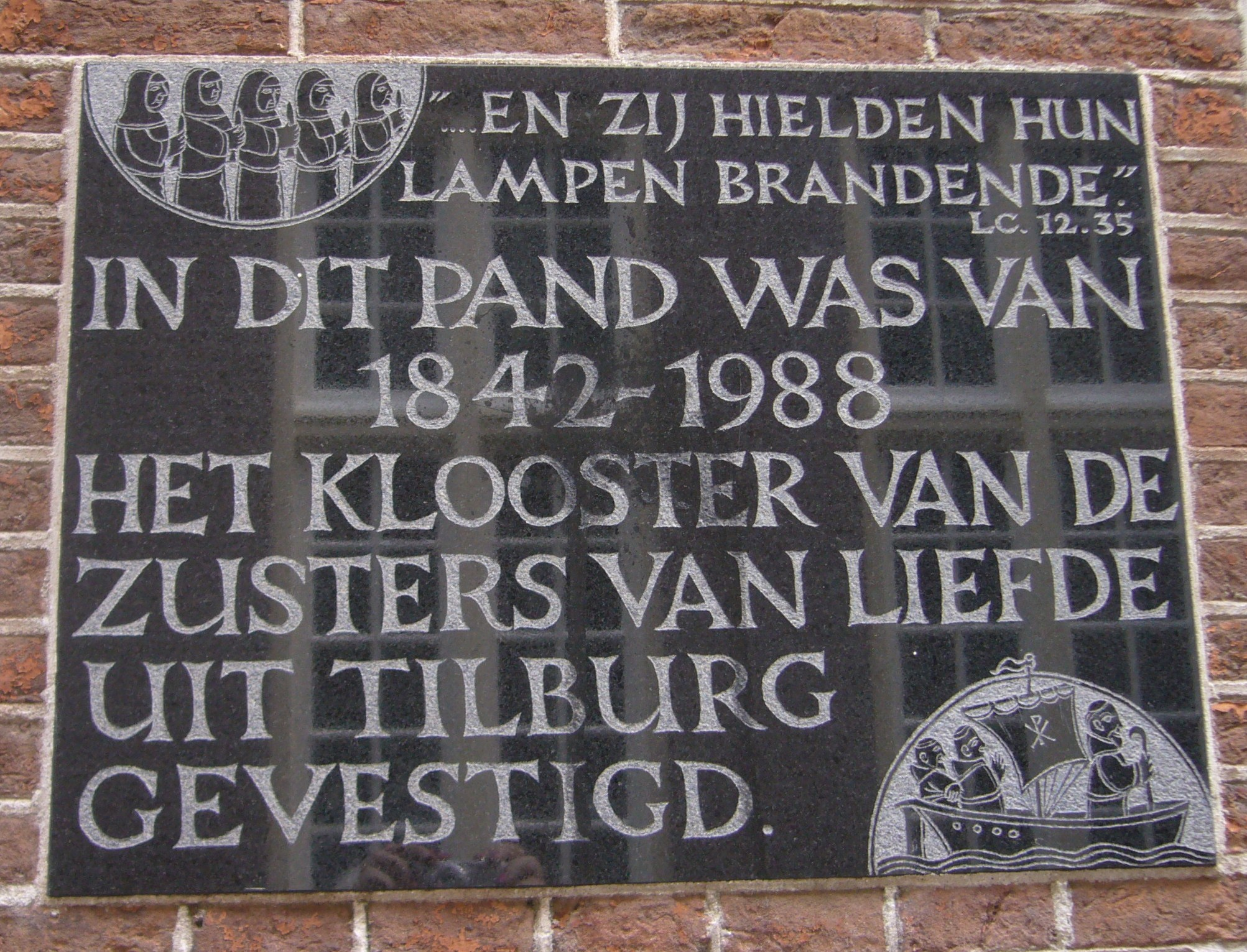
Gedenkplaat van de Zusters van Liefde uit Tilburg

De Willibrorduskapel is een katholieke kapel in Den Haag. De kapel werd in 1928 gebouwd door architect Jos Duynstee. De muurschilderingen zijn gemaakt door de Haagse kunstenaar Lou Asperslagh. Ook de glas-in-loodramen met motieven uit het Oude en Nieuwe Testament komen van hem.

## Oorsprong
Omdat de rooms-katholieke eredienst na de reformatie van 1581 werd verboden, ontstonden er in verschillende steden schuilkerken. In Den Haag werd in de 17e eeuw onder andere in de (huidige) Oude Molstraat achter de patriciërswoning op nummer 35 deze schuilkerk ingericht als vervanging van de voor het katholieke geloof verloren Grote of Sint Jacobuskerk. In 1878 werd de schuilkerk gesloten en werd opgevolgd door de Jacobuskerk aan de Parkstraat. De Zusters van Liefde uit Tilburg namen de ruimte als refter in gebruik, tegenwoordig is het de eetzaal voor de gasten.
Op nummer 37 werd de Willibrordus Aanbiddingskapel geopend. Deze is dagelijks toegankelijk.

## De huidige kapel
Enkele jaren geleden zijn de schilderingen en gebrandschilderde ramen gerestaureerd. Beide beelden op de hoeken van het priesterkoor zijn uit kalksteen gehakt. De kunstenaar is onbekend, maar het gaat wellicht om Willem van der Winkel, Jac. Sprenkels of zijn dochter Johanna, die ook voor andere kerken in Den Haag beelden hebben vervaardigd. Het Willibrordusbeeld aan de voorgevel is mogelijk van dezelfde kunstenaar.
De Zusters van Liefde, die veel hebben betekend voor het katholieke onderwijs en ziekenzorg in Den Haag, woonden er van 1843 tot 1988. Daarna werd de ruimte in gebruik genomen door een katholieke lekengemeenschap. Vanaf 2004 is het gebouw in gebruik door de Familie van Sint Jan. Het is nu een centrum voor evangelisatie en geloofsverdieping. Het Willibrordushuis werd in 1990 geopend. Sinds 1992 is er ook een boekenwinkel die enkele uren per week geopend is.

## Gasten
De broeders die er wonen, hebben verschillende nationaliteiten. Verder is er ruimte voor 40 gasten.
Abdijkerk van Loosduinen · 
Allerheiligst Sacramentskerk · 
Anglican Church of St. John and St. Philip · 
Antonius Abtkerk · 
Badkapel · 
Bethelkerk (Scheveningen) · 
Bethlehemkerk · 
Christus Triumfatorkerk · 
Duinoordkerk · 
Duinzichtkerk · 
Eben-Haëzerkerk · 
Onze Lieve Vrouw Onbevlekt Ontvangenkerk · 
Emmauskerk · 
Grote of Sint-Jacobskerk · 
Sint-Jacobus de Meerderekerk  · 
H.H. Engelbewaarderskerk · 
H.H. Jacobus- en Augustinuskerk · 
Hofkapel · 
H. Familiekerk · 
Julianakerk (Transvaalkwartier) · 
Prinses Julianakerk (Scheveningen) · 
Kerk van de H. Martelaren van Gorcum · 
Kerk van Eikenduinen · 
Kloosterkerk · 
Lourdeskapel · 
Lutherse kerk · 
Maranathakerk · 
Nieuwe Badkapel · 
Nieuwe Kerk ·
Onbevlekt Hart van Mariakerk ·
O.L.V. Hemelvaartkerk · 
O.L.V. van Goede Raadkerk · 
Oosterkerk · 
Oude Kerk · 
Paleiskerk · 
Pastoor van Arskerk · 
Pniëlkerk · 
Sint-Agneskerk · 
Sint-Josephkerk (1867) · 
Sint-Josephkerk (1886) · 
Sint-Marthakerk · 
Sint-Paschalis Baylonkerk · 
Sint-Theresia van Lisieuxkerk · 
Sint-Willibrorduskerk · 
Teresia van Avilakerk · 
Vredeskapel · 
Waalse Kerk · 
Wilhelminakerk (1908) · 
Wilhelminakerk (1954) · 
Willemskerk · 
Willibrorduskapel